# Célestin Gaombalet

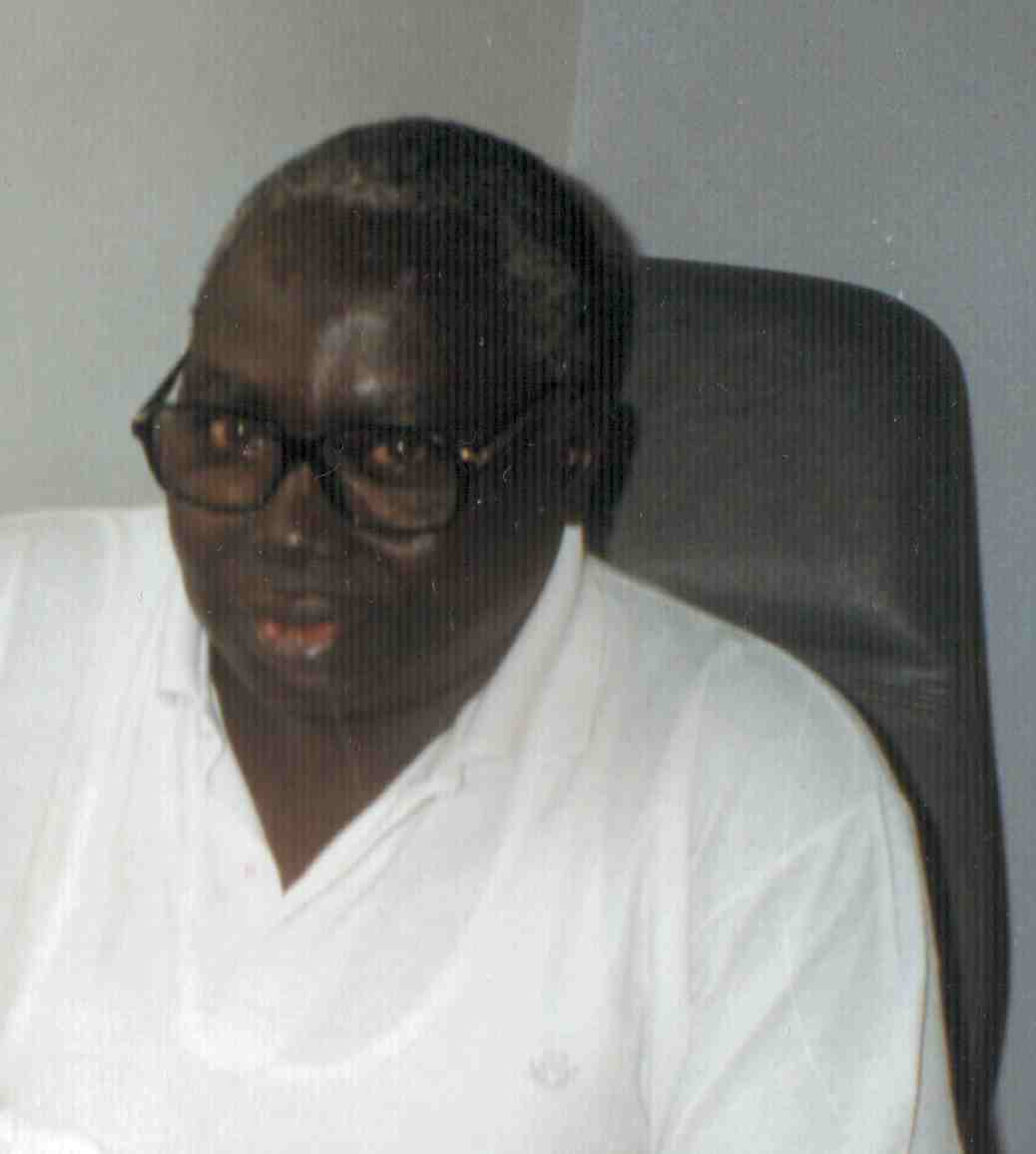
Célestin Gaombalet

Célestin Leroy Gaombalet (* 1. Januar 1942; † 19. Dezember 2017 in Agen) war von 2003 bis 2005 Premierminister der Zentralafrikanischen Republik.

## Politische Laufbahn
Gaombalet war Generaldirektor der Zentralafrikanischen Entwicklungsbank (Banque de Développement d'Afrique Centrale) in Brazzaville sowie der Banque Populaire Maroco-Centrafricaine in Bangui. Er war parteilos und hatte bis 2003 nie eine leitende Funktion im Staatsdienst gehabt.
Am 12. Dezember 2003 wurde er Premierminister, als sein Vorgänger Abel Goumba erst entlassen und dann Vizepräsident des Präsidenten François Bozizé wurde. Der Präsident gehörte seinem Kabinett als Verteidigungsminister an. Im September 2004 entließ der Präsident die Regierung und beauftragte Gaombalet mit der Bildung eines neuen Kabinetts. Nach Einführung einer neuen Verfassung und Bozizés Wiederwahl reichte er am 11. Juni 2005 seinen Rücktritt ein um sein neues Amt als Parlamentspräsident der Nationalversammlung der Zentralafrikanischen Republik anzutreten. Das Parlament hatte ihn einige Tage zuvor mit 78 zu 18 Stimmen gewählt.
Bei der Wahl 2011 wurde Gaombalet zur Nationalversammlung wiedergewählt und wurde auch zum Präsidenten der Nationalversammlung wiedergewählt.
Beim Putsch 2013 von Michel Djotodia verlor er das Amt.